# Stabbing Westward
Stabbing Westward – amerykański zespół grający rock industrialny i alternatywny. Założyli go Christopher Hall i Walter Flakus w 1985 w Chicago w stanie Illinois. Zespół zaczął nagrywać płyty dopiero w 1992.

## Członkowie zespołu
Christopher Hall - wokal, gitara (1985-2002)

Walter Flakus - instrumenty klawiszowe, gitara, chórki (1985-2002)

Chris Vrenna - perkusja (1992)

Stuart Zechman - gitara (1993-1995)

Jim Sellers - gitara basowa (1993-2002)

Andy Kubiszewski - perkusja, instrumenty klawiszowe, gitara, chórki (1995-2002)

David Suycott - perkusja (1993-1995)

Mark Eliopulos - gitara, chórki (1996-1999)

Derrek Hawkins - gitara, chórki (1999-2002)

## Dyskografia
| Rok  | Tytuł                           | Wydawca          |
| 1992 | Iwo Jimma EP                    |                  |
| 1993 | Ungod                           | Columbia Records |
| 1996 | Wither Blister Burn & Peel      | Columbia Records |
| 1998 | Darkest Days                    | Columbia Records |
| 2001 | Stabbing Westward               | Koch Records     |
| 2003 | The Essential Stabbing Westward | Sony Records     |
| 2003 | What Do I Have to Do?           | Sony Records     |

### Single
| Rok  | Piosenka                | Album                      |
| ---- | ----------------------- | -------------------------- |
| 1994 | "Lies"                  | Ungod                      |
| 1994 | "Nothing"               | Ungod                      |
| 1996 | "What Do I Have To Do?" | Wither Blister Burn & Peel |
| 1996 | "Shame"                 | Wither Blister Burn & Peel |
| 1998 | "Sometimes It Hurts"    | Darkest Days               |
| 1998 | "Save Yourself"         | Darkest Days               |
| 1999 | "Haunting Me"           | Darkest Days               |
| 2001 | "So Far Away"           | Stabbing Westward          |